# 彼得·克雷曼沙
彼得·克雷曼沙是個虛構人物，首次出現於馬里奧·普佐1969年的小說《教父》中。在法蘭西斯·福特·柯波拉1972年根據小說改編的電影中，由曾入圍奧斯卡的理查·薩爾瓦托雷·卡斯特蘭諾飾演；在1974年同一位導演的《教父2》中，則由布魯諾·柯比出演年輕時的克雷曼沙。

## 《教父》
彼得·克雷曼沙出生於西西里島特拉帕尼附近，是維托·柯里昂手下的角頭之一，最老交情的朋友，還是其長子桑尼·柯里昂的教父，以自身的識人之明而聞名。在他治下培養出了五位後來的角頭——桑尼、法蘭基·潘坦居利、羅可·連朋、艾爾·奈里、和喬伊·扎薩。小說明言，在桑尼請求其父允其入夥「家族事業」時，維托是委由犯罪經驗豐富的克雷曼沙好生照看桑尼。
克雷曼沙在劇情主線中只屬配角，卻有幾項舉動成為推進劇情的關鍵。例如，他經由軍師湯姆·哈金傳訊，承維托之命，督軍制裁兩名毆打殯葬師阿美利哥·鮑納薩拉之女且性侵未遂卻得緩刑的十幾歲男孩。維托之妻卡梅拉·柯里昂是該女孩的教母，而維托則藉此賣人情給鮑納薩拉。克雷曼沙又轉交代給最得力的兵卒保利·加托。加托再招收兩名當過拳擊手的打手一起痛揍這倆男孩。
加托被牽涉進毒梟維吉爾·「土耳其人」·索拉索行刺唐·科里昂的計畫中時，桑尼——已成公推的維托繼承人——命克雷曼沙處決其人。克雷曼沙認定曾為自家門徒的加托此舉辱及自身，於是招收柯里昂家的同夥羅可·連朋動手殺人，以期連朋能「有所成」（"make his bones"）。克雷曼沙以為柯里昂家兵卒尋找與其他黑手黨家族火併時的窩藏處（黑道術語“床墊”）為由，讓加托開車載他和連朋四處轉了幾個小時。在連朋朝加托腦後開槍後，小解完的克雷曼沙回到車上，對著連朋說出了他在片中最出名的台詞：“槍扔著，帶走奶油甜餡煎餅卷。”
當確認要由維托么兒麥可·柯里昂出手刺殺索拉索和被其買通的紐約警長馬克·麥克盧斯基後，克雷曼沙受命為麥可備好凶器，教導他用槍方法與時機，及如何收場。麥可在會面時取出克雷曼沙預藏在該餐廳廁所裡的槍，殺掉了索拉索和麥克盧斯基。當麥可藏身於西西里島時，克雷曼沙則連同其他角頭與其他四大家族全面開戰。這場火併終令桑尼喪命。回到紐約的麥可在維托壽終後繼承父位成為老大。
克雷曼沙其後奉麥可之命，於聲名狼藉的“洗禮謀殺案”中出手，持長槍射殺下樓出電梯時的維克多·史搭西閣下及其保鏢。後又絞殺與艾米利奧·巴西尼合謀害死桑尼的卡洛·瑞茲，麥可的姐夫。克雷曼沙片中最後一次出鏡是敬稱麥可為“柯里昂閣下”，並吻手為禮。

## 《教父2》
克雷曼沙在電影中不見於當下的時間軸中，肇因於卡斯特蘭諾和派拉蒙影業對於角色的台詞以及該增加多少體重意見分歧。卡斯特蘭諾辭演後，克雷曼沙被從劇本中移除，代之以法蘭基·潘坦居利。對此的解釋是，克雷曼沙逝於電影中的時空開始之前，死得可疑：在弗雷多·柯里昂提及到克雷曼沙死於心臟病時，科里昂家打手威利·奇契嗤笑道：“才不是心臟病”，暗示克雷曼沙或遭謀害。
然而，由布魯諾·柯比所飾的年輕克雷曼沙出現於數段維托·柯里昂早期生活的回敘中。他第一次見到維托就拜託這位鄰居幫忙藏放一批槍支，免遭警方尋獲。維托照做後，克雷曼沙為了回報人情，帶他去偷一塊昂貴的地毯（原先不知情的維托在驚訝之餘出手相幫），送到柯里昂家公寓。兩人約在此一時期與年輕的薩爾瓦托雷·泰西歐交上朋友，拉他入伙。他們的生意路線之一是挨家挨戶推銷偷來的衣物。一段被刪減的片段描述克雷曼沙誘引一位少婦讓他登堂入室，過了好一會才又再出現，可以推定兩人發生了關係。
後來，三人的勾當被當地黑手黨的法努奇閣下尋出端倪，試圖黑吃黑。克雷曼沙建議花錢消災，但他和泰西歐兩人都被維托勸服，由維托去「勸說」法努奇少收一點。不久之後，維托除掉了法努奇，接管了街坊，此為柯里昂犯罪家族之始。克雷曼沙片中最後一次現身維托身邊是仁科精純橄欖油開張大吉，即他們犯罪帝國的門面。

## 《西西里人》
克雷曼沙在普佐的第二部《教父》系列小說《西西里人》（1984年）中串場。在麥可流亡西西里期間，他承康復中的維托之命，在自家兄弟Domenico位於特拉帕尼的家中與麥可相見，討論了圖里·朱利安諾的命運。克雷曼告訴麥可，無論朱利亞諾之後如何，都會在一周內回報，之後麥可或許很快就能返美。克雷曼沙隨後乘船赴突尼斯，告訴麥可第二天就會帶著老大的新命令回來。

## 《教父歸來》
克雷曼沙逐步掌控紐約的柯里昂帝國（在維托和其幾名角頭死後，他承襲下來的領導角色更為顯眼）的歷程在馬克·溫加德納於2004年出版的續集小說《教父歸來》中簡要提及。該書還講述了克雷曼沙涉入麥可結束逃亡，回歸柯里昂犯罪家族並正式入夥。最值得注意的是，小說細述了致其死命的心臟病發作（在《教父2》中所提及者），及他實喪命於羅薩托兄弟之手的陰謀論。羅薩托兄弟是在柯里昂家族就未來發生爭執後自立門戶的兵卒。

## 2006年電子遊戲
《教父 (遊戲)》中的克雷曼沙外形與電影中的相似。卡斯特蘭諾的遺產管理機構允許在遊戲中使用其肖像。但由於人在1988年就已去世，克雷曼沙所有台詞都由演員Jason Schombing錄製。在遊戲中，克雷曼沙身為柯里昂家族的角頭，與主角Aldo Trapani結交，接下數個任務，大多是要削弱其他黑手黨家族的勢力，尤其是Cuneo家族。